# Évasion de la Croix-des-Bouquets
L'évasion de la Croix-des-Bouquets est une évasion survenue le 25 février 2021 lorsque des centaines de détenus se sont évadés de la prison dans laquelle ils étaient détenus à la Croix-des-Bouquets, dans le département de l'Ouest, en Haïti.

## Déroulement
Une émeute a éclate à la prison de la Croix-des-Bouquets. Plus de 400 prisonniers s'échappent. Au cours des affrontements dans l’enceinte même, huit personnes sont tuées, dont Paul Hector Joseph, le directeur de la prison. Après s'être échappés, un certain nombre de fugitifs ouvrent le feu dans les rues, tuant plusieurs civils dans les rues voisines de la prison et dans toute la ville. Des fusillades entre les autorités locales et les détenus éclatent alors, entraînant la mort de certains officiers. Le puissant chef de gang Arnel Joseph s'est également échappé de la prison. Il s'enfuit avec un complice dans une voiture, mais est retrouvé rapidement par la police. Le chef de gang décède de la fusillade qui s'ensuit avec les forces de l'ordre,, tandis que son complice, qui conduisait le véhicule, blessé, fuit les lieux.